# 克薩韋里夫卡 (杜納伊夫齊區)
48°45′30″N 26°50′33″E / 48.75833°N 26.84250°E
克薩韋里夫卡（烏克蘭語：Ксаверівка）是位於烏克蘭西部赫梅利尼茨基州裏卡緬涅茨-波多利斯基區的杜納伊夫齊市鎮的村莊，面積0.62平方公里，海拔高度307米，2001年人口146，人口密度每平方公里234.4人。